# Franchthi
Franchthi – jaskinia położona w Grecji, na Peloponezie, na wschodnim wybrzeżu Zatoki Argolidzkiej, w pobliżu miasta Kranidhi.
Ma charakter obszernej krasowej komory z dużym wejściem. Znajdują się w niej ślady obecności ludzi sprzed co najmniej 18 tys. lat. Była zamieszkiwana od paleolitu, przez mezolit, aż po neolit. Mieszkańcy początkowo zajmowali się łowiectwem, ale znaleziono w niej także: wykę soczewicowatą, migdały, orzeszki pistacjowe i soczewicę sprzed 11 tys. lat p.n.e., jęczmień i owies z 10 tys. lat p.n.e. oraz groch i gruszki z 7,5 tys. lat p.n.e. (tym samym może być to najstarsze wykorzystywane rolnicze miejsce w Grecji, jeśli nie w całej Azji Mniejszej). W środku były również ślady hodowli zwierząt sprzed 6 tys. lat p.n.e. Znaleziono w niej też obsydian, pochodzący z odległej o 80 km wyspy Milos, co świadczy o wymianie handlowej.